# Invincible (Muse)
Invincible è un singolo del gruppo musicale britannico Muse, pubblicato il 9 aprile 2007 come quarto estratto dal quarto album in studio Black Holes & Revelations.

## Descrizione
La traccia si potrebbe considerare una ballata lenta (insieme a Soldier's Poem) rispetto agli altri pezzi contenuti album. La canzone è ritmata da un'insistente batteria in stile marcia militare che accompagna il pezzo fino ad un assolo di chitarra distorta finale.

## Video musicale
Il videoclip è stato diretto da Jonnie Ross ed è stato trasmesso in esclusiva mondiale il 16 marzo sul canale BBC inglese. Durante il filmato il gruppo si trova su una barca e attraversa una attrazione di tipo dark ride illuminata da colori psichedelici, in cui si susseguono le rappresentazioni delle varie guerre che hanno caratterizzato la civiltà dell'uomo. Tra queste spiccano l'età della pietra, l'estinzione dei dinosauri, il periodo dell'Impero romano, l'Antico Egitto, i Vichinghi fino ad arrivare ai riferimenti relativi agli attentati dell'11 settembre 2001.
Durante la traversata si arriva ad un'ipotetica invasione aliena in cui il mondo verrà distrutto e gli esseri umani ritorneranno all'età della pietra. Le rappresentazioni sono state realizzate con scenografie di cartone e il genere umano è rappresentato con grandi Playmobil. La barca sulla quale il gruppo suona è un riferimento al viaggio intrapreso dai protagonisti di Willy Wonka e la fabbrica di cioccolato, film del 1971 di Mel Stuart.

## Tracce
Testi e musiche di Matthew Bellamy.
CD promozionale (Regno Unito)
1. Invincible (Radio Edit) – 4:10
2. Invincible (Album Edit) – 5:00

CD singolo (Regno Unito)
1. Invincible (Album Version) – 5:00
2. Knights of Cydonia (Simian Mobile Disco Remix) – 4:53

7" (Regno Unito)
- Lato A

1. Invincible – 5:00

- Lato B

1. Glorious – 4:40

DVD (Regno Unito)
1. Invincible (Video)
2. Invincible (Audio) – 5:00
3. Invincible (Video - Live in Milan)

Download digitale
1. Invincible – 5:00
2. Invincible (Live in Milan) – 6:05
3. Glorious – 4:40
4. Knights of Cydonia (Simian Mobile Disco Remix) – 4:53

## Formazione
Gruppo
- Matthew Bellamy – voce, chitarra, tastiera
- Chris Wolstenholme – basso, cori
- Dominic Howard – batteria, percussioni

Produzione
- Rich Costey – produzione, ingegneria del suono, missaggio, registrazione
- Muse – produzione, registrazione aggiuntiva
- Vlado Meller, Howie Weinberg – mastering
- Claudius Mittendorfer – assistenza tecnica, registrazione, assistenza missaggio
- Tommaso Colliva – assistenza tecnica, registrazione aggiuntiva
- Myriam Correge, Ross Peterson, Eddie Jackson, Ryan Simms – assistenza tecnica
- Max Dingle – assistenza missaggio